# Olive Young
Olive Young (21 de junio de 1903-5 de octubre de 1940), sinizado como Aili Yang (楊愛立) en la industria cinematográfica china, fue una actriz de cine china nacida en Estados Unidos.
De ascendencia china, visitó China, donde podría haber sido la primera mujer fotógrafa de cine y directora de cine del país. Más tarde se convirtió en actriz estadounidense y cantante de blues de gira. Fue portada de la revista Liangyou, y se la calificó como flapper, mujer de carrera, parte del movimiento de jóvenes modernas e independientes de todo el mundo, que también incluía a la "mujer de la nueva era" (新時代女性) o "señorita moderna" (摩登小姐) china, y a la "chica moderna" japonesa.
En 1926 rompió el tabú contra los besos en las películas chinas, provocando el "dejar sin aliento" a los espectadores chinos.

## Infancia
Olive Young nació en St. Joseph, Misuri, en el seno de una familia chino-estadounidense. Su padre Dr. M. F. Young (Mon Fung Young) nació en California y trabajó como médico, publicando anuncios en los periódicos en los que anunciaba el uso de hierbas medicinales chinas para curar enfermedades femeninas, enfermedades crónicas, debilidad sexual, problemas renales y estomacales, dolores de cabeza nerviosos y reumatismo. Su madre, Chun She Young, nativa de China, era ama de casa. La Sra. Young figuraba como Georgia Young, en el censo de Estados Unidos de 1910 en Kansas City (distrito 6), nacida en Misuri; sin embargo, Olive indicó que su madre había nacido en China en el censo de Estados Unidos de 1930. Cuando Olive era niña, sus padres la llevaron a vivir a China durante "varios años", quedándose en Hong Kong. Después asistió a la escuela durante un año en San Francisco y dos más en Excelsior Springs, Misuri, antes de ingresar en el Christian College de Excelsior Springs.
Llamó la atención de la opinión pública en octubre de 1920 cuando, con "dieciséis años", intentó fugarse. El periódico decía que tenía 16, pero si había nacido en julio de 1903, tendría 17 años. Tuvo que ser llevada de vuelta con su padre, que intentó que se utilizara la Ley de Tráfico de Esclavas Blancas contra el hombre con el que quería casarse, que tenía 20. Después fue enviada a un internado en Salt Lake City.

## Actuación

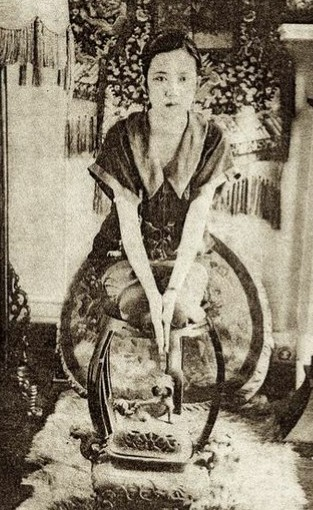
Olive Young en la portada de la revista china Liángyǒu (The Young Companion), 15 de mayo de 1926.

Aunque tenía estudios universitarios y su padre la presionó para que estudiara medicina, ella lo rechazó. Le dijo a un periodista del Oregonian, "El tema no me interesaba. Yo quería aventuras".
Viajó a China en 1922 y allí empezó a actuar, teniendo su primera oportunidad con la China Sun Motion Picture Company. Iba a actuar en Rouge con ellos, pero acabó en la British American Tobacco Company, donde actuó en sus tres primeras películas.
Permaneció allí varios años, iniciando una carrera en el cine mudo. El éxito la llevó a actuar en Hollywood. Regresó a Estados Unidos en 1929. Mientras que en China había protagonizado películas en las que era una joven urbana atractiva, en Hollywood sólo conseguía papeles estereotipados. Fue contratada para interpretar el papel protagonista de una película, Fools Luck junto con Hoot Gibson, anunciada el 17 de noviembre de 1929, pero no hay información de que la película se hiciera o se estrenara. (Al parecer, se estrenó con el título "Trailing Trouble", que tiene las mismas fechas y actores que Fools Luck). En sus dos últimas películas no tuvo papeles con nombre. Interpretó a la sirvienta en The Man Who Came Back  y a una cantante que cantaba "una cancioncilla cantonesa en el bar clandestino de Fu Manchú" en La máscara de Fu-Manchú.
Tras su carrera cinematográfica, se dedicó a la música, viajando e interpretando una mezcla de blues y música china. En 1933 se casó con un dentista chino apellidado Lin que trabajaba en Honolulu. El 3 de octubre de 1940, tras actuar en un club nocturno en Nueva Jersey, se desmayó en el camerino. Fue llevada inconsciente al hospital, donde murió poco después de neumonía.

## Películas
Se creía que ninguna de las películas chinas de Young había sobrevivido. Sin embargo, ahora se ha recuperado y está disponible en línea un fragmento parcial de una de sus películas, Daxia Gan Fengchi (大侠甘风池 Dà xiá gānfēngchí). En este fotograma sólo hay un atisbo de Olive Young, cerca del final, interpretando a una joven. La única otra filmación de ella es en sus películas estadounidenses, Trailin' Trouble, The Man Who Came Back, y The Mask of Fu Manchu.

### British American Tobacco Company, Shanghái
- 1925 One Dollar (一块钱 Yīkuài qián A Dollar)[12]
- 1925 The Magical Monk (神僧 Shén sēng God)[12]
- 1926 Filial Piety or Closing a Rift  (情天終補 Qíng tiān zhōng bǔ Love)[12]

### Fei Fei Film Company, Shanghái
- 1926  The Singed Moth or Langdie (狂蜂浪蝶 Kuáng fēng làng dié The Mad Butterfly). Olive interpretó uno de los dos papeles femeninos junto a Tang Xueqing, contraparte del actor principal Xue Juexian.[12][13][14]

### Great Wall Film Company, Shanghái

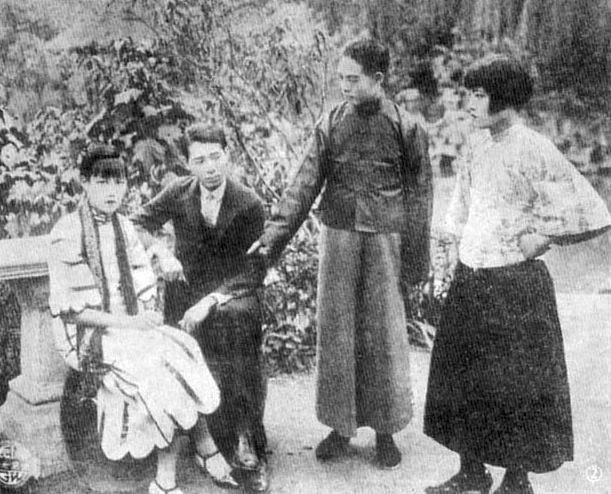
Image from A Flapper's Downfall. From left Olive Young, Jiqun Liu, Xiadian Lei, and Hanjun Liu (刘汉钧).

- 1926 The Ways of Youth or Kule Yuanyang (苦樂鴛鴦 Kǔ lè yuānyāng Bitter Music),[12][3] (starring role)
- 1927 A Flapper's Downfall (浪女穷途 Làng nǚ qióngtú A Woman's Poor Way)[12][3]

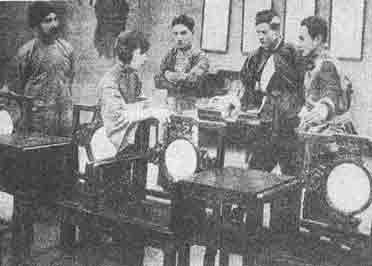
Single Arrow Revenge or Yigian Chou. Olive Young is second from left.

- 1927 Single Arrow Revenge or Yigian Chou (一箭仇 Yī jiàn chóu A Revenge)[12][3]

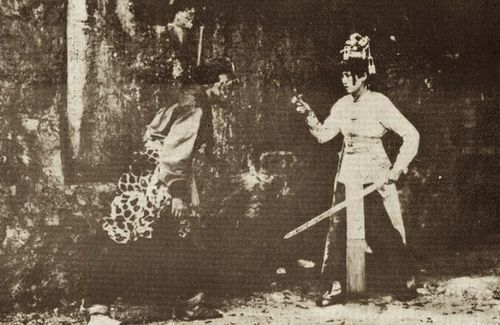
Olive Young as Princess Iron Fan in the 1927 silent film The Mystic Fan (火焰山).

- 1927 Nar Jah(哪吒出世 Nǎ zhā chūshì Nezha is born)[12][3]

La película parte de la mitología china. Nezha (interpretado por Zhang Zede) es el hijo de Li Jing (interpretado por Lei Xiadian) y su esposa (interpretada por Liu Hanzhen). En la leyenda, se enfrenta a Shiji Niangniang, una especie de espíritu de piedra, interpretado en la película por Olive Young.
- 1927 The Mystic Fan or Huoyanshan (火焰山 huǒyàn shān Flame Mountain)[12][3]

- 1928 Kan the Great Knight Errant or Daxia Gan Fengchi (大侠甘风池 Dà xiá gānfēngchí)[12][19]

Kan Feng-chi es el héroe de la película, cuya función autoimpuesta era luchar contra los ricos antipáticos y ayudar a los pobres oprimidos. No ha sobrevivido lo suficiente de la película para dejar claro el papel de Olive.
- 1928 The Two Reformers or Yaoguang Xiaying (妖光俠影 Yāoguāng xiá yǐng The Devil's Shadow)[12][3]

### China Sun Film Company, Shanghái
- 1928 The Hot Blooded Man or Rexue Nan'er  (熱血男兒 Rèxuè nán'ér Bloody Man)[12][20]

### New Century Film Company, Shanghái
- 1928 Romance in a Poor Village (窮鄉艷遇 Qióng xiāng yànyù Poor town encounter)[12]

### Nansing Film Company, Indonesia
- 1929 Resia Boroboedoer[12]

### Hollywood, California
- 1930 Trailing Trouble, Hoot Gibson Productions/Universal Pictures, Hollywood[12]
- 1930 Ridin' Law, Biltmore Productions/Big 4 Film Corp.[12]
- 1931 The Man Who Came Back, Fox Film Corp. ((no tiene nombre, interpreta a unamucamaa)[12]
- 1932 The Mask of Fu Manchu, Metro-Goldwyn Mayer (papel no acreditado, como cantante)[12]